# Rogers Cup 2010

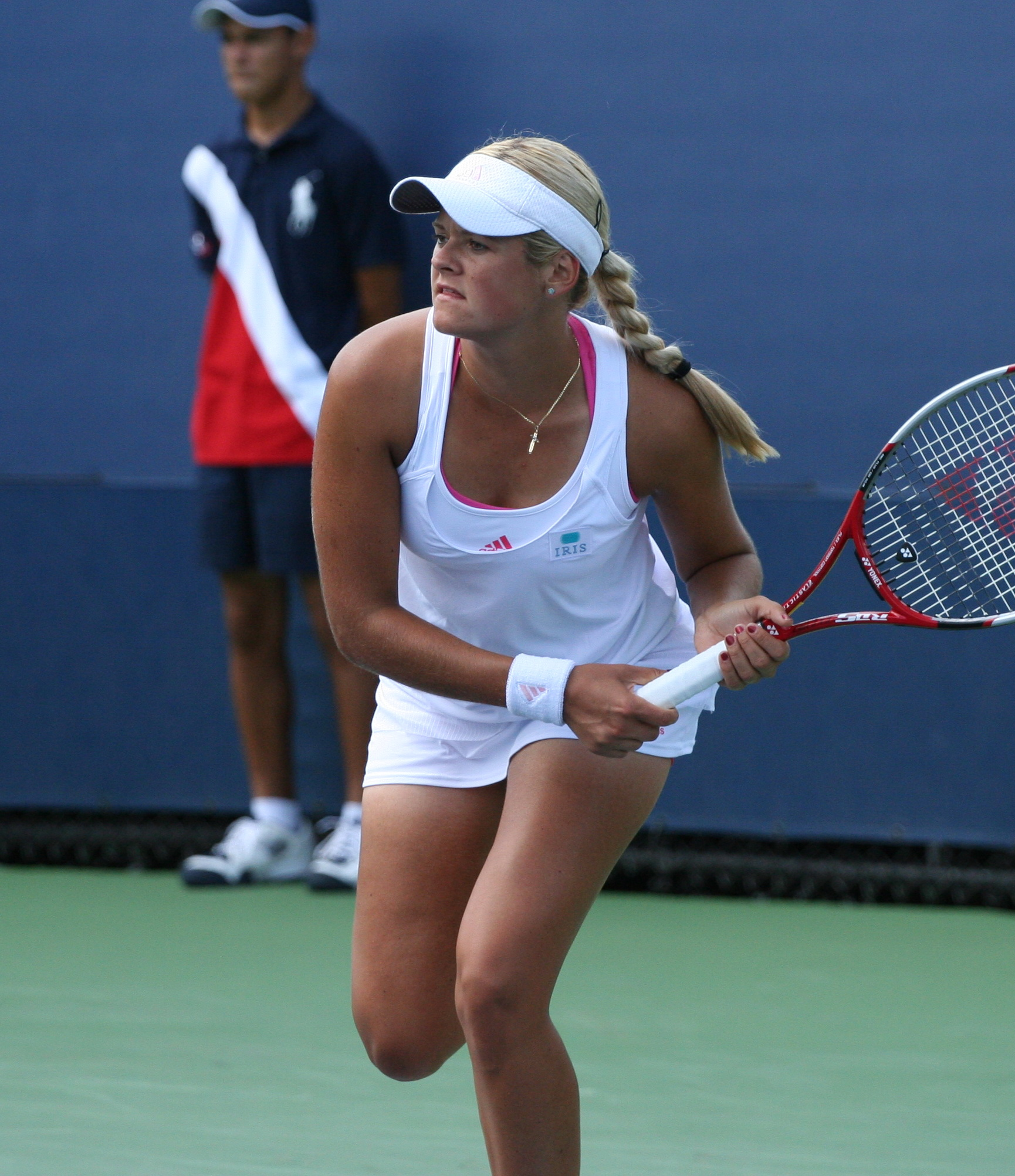
Одна из неудачниц первого круга одиночного турнира у женщин — 1-я ракетка Канады Александра Возняк

Rogers Cup 2010 — ежегодный профессиональный теннисный турнир в серии Мастерс для мужчин и Премьер 5 для женщин.
Соревнование традиционно проводится на открытых хардовых кортах. Мужской турнир в этом году проводился в Торонто, а женский — в Монреале.
Мужские соревнования прошли с 7 по 15 августа; женские — с 13 по 23.
Прошлогодние победители:
- мужской одиночный разряд —  Энди Маррей
- женский одиночный разряд —  Елена Дементьева
- мужской парный разряд —  Махеш Бхупати /  Марк Ноулз
- женский парный разряд —  Нурия Льягостера Вивес /  Мария Хосе Мартинес Санчес

## US Open Series

### Мужчины
К четвёртой соревновательной неделе борьба за бонусные призовые выглядела следующим образом:
| Место | Игрок           | Турниров 1 | Побед | Очков |
| ----- | --------------- | ---------- | ----- | ----- |
| 1-3   | Сэм Куэрри      | 1          | 1     | 70    |
| 1-3   | Давид Налбандян | 1          | 1     | 70    |
| 1-3   | Марди Фиш       | 1          | 1     | 70    |
| 4     | Маркос Багдатис | 2          |       | 60    |
| 5-6   | Джон Изнер      | 1          |       | 45    |
| 5-6   | Энди Маррей     | 1          |       | 45    |
| 7-8   | Ксавье Малисс   | 2          |       | 40    |
| 7-8   | Янко Типсаревич | 2          |       | 40    |
| 9-12  | Кевин Андерсон  | 1          |       | 25    |
| 9-12  | Фелисиано Лопес | 1          |       | 25    |
| 9-12  | Энди Роддик     | 1          |       | 25    |
| 9-12  | Марин Чилич     | 1          |       | 25    |

* — Золотым цветом выделены участники турнира.
1 — Количество турниров серии, в которых данный участник достиг четвертьфинала и выше (Premier) или 1/8 финала и выше (Premier 5 и Premier Mandatory)

### Женщины
К четвёртой соревновательной неделе борьба за бонусные призовые выглядела следующим образом:
| Место | Игрок                  | Турниров 1 | Побед | Очков |
| ----- | ---------------------- | ---------- | ----- | ----- |
| 1     | Мария Шарапова         | 2          |       | 115   |
| 2     | Ким Клейстерс          | 1          | 1     | 100   |
| 3     | Агнешка Радваньская    | 3          |       | 85    |
| 4-5   | Виктория Азаренко      | 1          | 1     | 70    |
| 4-5   | Светлана Кузнецова     | 1          | 1     | 70    |
| 6     | Флавия Пеннетта        | 2          |       | 50    |
| 7-8   | Анастасия Павлюченкова | 1          |       | 45    |
| 7-8   | Ана Иванович           | 1          |       | 45    |
| 9-11  | Саманта Стосур         | 2          |       | 40    |
| 9-11  | Янина Викмайер         | 2          |       | 40    |
| 9-11  | Марион Бартоли         | 2          |       | 40    |

* — Золотым цветом выделены участники турнира.
1 — Количество турниров серии, в которых данный участник достиг четвертьфинала и выше (Premier) или 1/8 финала и выше (Premier 5 и Premier Mandatory)

## Соревнования

### Мужчины одиночки
Энди Маррей обыграл  Роджера Федерера со счётом 7-5, 7-5
- Маррей выигрывает свой первый титул в году. Впервые с 1995 года канадский Мастерс выиграл один и тот же спортсмен два года подряд.
- Выйдя в финал, Федерер вернул себе вторую строчку рейтинга.

### Женщины одиночки
Каролина Возняцки обыграла  Веру Звонарёву со счётом 6-3, 6-2.
- Возняцки впервые побеждает на соревнованиях подобного уровня или выше.
- Звонарёва проигрывает третий в сезоне финал.

### Мужчины пары
Боб Брайан /  Майк Брайан обыграли  Жюльена Беннето /  Микаэля Льодра со счётом 7-5, 6-3
- Братья Брайаны выигрывают свой 16-й совместный титул на соревнованиях категории Мастерс.
- Братья Брайаны в третий раз выигрывают канадский Мастерс.

### Женщины пары
Хисела Дулко /  Флавия Пеннетта обыграли  Квету Пешке /  Катарину Среботник со счётом 7-5, 3-6, [12-10].
- Дулко выигрывает свой 6-й титул в сезоне.
- Пеннетта выигрывает свой 5-й титул в сезоне.
- Дуэт Среботник / Пешке в 5-й раз в сезоне уступает финал.